# Thử thách cùng bước nhảy (mùa 4)
Mùa thứ tư của chương trình Thử thách cùng bước nhảy do Đài Truyền hình Thành phố Hồ Chí Minh và Đông Tây Promotion phối hợp sản xuất, được phát sóng từ ngày 5 tháng 9 năm 2015 đến ngày 20 tháng 12 năm 2015. Trấn Thành tiếp tục là người dẫn chương trình của mùa này. Đây là mùa thi đầu tiên Top 10 thí sinh sẽ có cơ hội trình diễn cùng với vũ công All-stars (những cựu thí sinh của các mùa trước) cho đến top 4 của cuộc thi.
Người chiến thắng mùa này là Đỗ Hải Anh đến từ Thành phố Hồ Chí Minh, cũng là quán quân nữ đầu tiên của Thử thách cùng bước nhảy.

## Chung kết

### Top 20

#### Nữ
| Thí sinh                 | Tuổi | Quê quán              | Thể loại nhảy | Ngày bị loại | Chung Cuộc |
| ------------------------ | ---- | --------------------- | ------------- | ------------ | ---------- |
| Bùi Thị Ái Linh          | 25   | Phú Thọ               | Hiphop        | 11/10/2015   | Top 20     |
| Nguyễn Song Linh 1       | 18   | Hà Nội                | Đương đại     | 18/10/2015   | Top 18     |
| Dương Thị Vân Ly         | 27   | Hải Phòng             | Hiphop        | 25/10/2015   | Top 16     |
| Nguyễn Phương Anh        | 25   | Hà Nội                | Bellydance    | 1/11/2015    | Top 14     |
| Đinh Hương Ly            | 17   | Hà Nội                | Đương đại     | 8/11/2015    | Top 12     |
| Nguyễn Gia Linh 1        | 18   | Hà Nội                | Đương đại     | 22/11/2015   | Top 10     |
| Đặng Thu Hương           | 26   | Hà Nội                | Latin         | 29/11/2015   | Top 8      |
| Nguyễn Thị Lan "Lan Nhi" | 27   | Thành phố Hồ Chí Minh | Jazz          | 6/12/2015    | Top 6      |
| Trần Nguyễn Trâm Anh     | 20   | Thành phố Hồ Chí Minh | Đương đại     | 19/12/2015   | Top 4      |
| Đỗ Hải Anh               | 23   | Thành phố Hồ Chí Minh | Ballet        | 19/12/2015   | VÔ ĐỊCH    |

^1  Gia Linh và Song Linh là 2 chị em sinh đôi lọt top 20, từng lọt bán kết Vietnam's Got Talent 2012.

#### Nam
| Thí sinh             | Tuổi | Quê quán              | Thể loại nhảy    | Ngày bị loại | Thứ hạng |
| -------------------- | ---- | --------------------- | ---------------- | ------------ | -------- |
| Phạm Minh Tuấn       | 25   | Thành phố Hồ Chí Minh | Đương đại        | 11/10/2015   | Top 20   |
| Vũ Đỗ Quang Minh     | 24   | Hà Nội                | Latin            | 18/10/2015   | Top 18   |
| Vũ Minh Tân          | 21   | Thành phố Hồ Chí Minh | Đương đại, Latin | 25/10/2015   | Top 16   |
| Dương Anh Mỹ         | 22   | Hải Phòng             | Hiphop           | 1/11/2015    | Top 14   |
| Lương Hàng Trung Tín | 21   | Thành phố Hồ Chí Minh | Hiphop           | 8/11/2015    | Top 12   |
| Nguyễn Đức Việt      | 25   | Hải Phòng             | Jazz, Waacking   | 22/11/2015   | Top 10   |
| Đào Phi Hải          | 22   | Thành phố Hồ Chí Minh | Popping, Hiphop  | 29/11/2015   | Top 8    |
| Hồng Huỳnh Gia Bảo   | 21   | Thành phố Hồ Chí Minh | Hiphop           | 6/12/2015    | Top 6    |
| Lê Hữu Phước         | 23   | Thành phố Hồ Chí Minh | Hiphop           | 19/12/2015   | Top 3    |
| Nguyễn Hà Lộc        | 20   | Cần Thơ               | Đương đại        | 19/12/2015   | Á Quân   |

- Nguyễn Đức Việt từng lọt top 12 cuộc thi Ngôi Sao Việt 2014.

#### Kết quả
| Nữ | Nam | Bottom 3 (cặp) | Bottom 4 | Chấn Thương | Bỏ cuộc |

| Tuần                     | 11/10        | 18/10        | 25/10        | 01/11        | 08/11        | 22/11        | 29/11        | 06/12   | 19/12     |         |   |  |  |  |  |  |  |  |
| Thí sinh                 | Kết quả      | Kết quả      | Kết quả      | Kết quả      | Kết quả      | Kết quả      | Kết quả      | Kết quả | Kết quả   | Kết quả |   |  |  |  |  |  |  |  |
| Đỗ Hải Anh               | 3 người cuối |              |              |              |              |              |              | TOP 4   | Quán quân |         |   |  |  |  |  |  |  |  |
| Nguyễn Hà Lộc            |              |              | 3 người cuối |              | 3 người cuối | 4 người cuối |              | TOP 4   | Á Quân    |         |   |  |  |  |  |  |  |  |
| Lê Hữu Phước             |              |              |              |              |              |              |              | TOP 4   | Hạng ba   |         |   |  |  |  |  |  |  |  |
| Trần Nguyễn Trâm Anh     |              |              | 3 người cuối |              |              | 4 người cuối | 4 người cuối | TOP 4   | Hạng tư   |         |   |  |  |  |  |  |  |  |
| Hồng Huỳnh Gia Bảo       |              |              |              | 3 người cuối |              |              | 4 người cuối | Loại    |           |         |   |  |  |  |  |  |  |  |
| Nguyễn Thị Lan (Lan Nhi) |              |              |              | 3 người cuối |              |              |              | Loại    |           |         |   |  |  |  |  |  |  |  |
| Đào Phi Hải              |              | 3 người cuối |              | 3 người cuối |              |              | Loại         |         |           |         |   |  |  |  |  |  |  |  |
| Đặng Thu Hương           |              |              | 3 người cuối |              | 3 người cuối |              | Loại         |         |           |         |   |  |  |  |  |  |  |  |
| Nguyễn Đức Việt          |              |              | 3 người cuối |              | 3 người cuối | Loại         |              |         |           |         |   |  |  |  |  |  |  |  |
| Nguyễn Gia Linh          |              | 3 người cuối |              | 3 người cuối | 3 người cuối | Loại         |              |         |           |         |   |  |  |  |  |  |  |  |
| Lương Hàng Trung Tín     | 3 người cuối |              |              |              | Loại         |              |              |         |           |         |   |  |  |  |  |  |  |  |
| Đinh Hương Ly            |              |              |              |              | Loại         |              |              |         |           |         |   |  |  |  |  |  |  |  |
| Dương Anh Mỹ             |              |              |              | Loại         |              |              |              |         |           |         |   |  |  |  |  |  |  |  |
| Nguyễn Phương Anh        |              |              |              | Loại         |              |              |              |         |           |         |   |  |  |  |  |  |  |  |
| Vũ Minh Tân              |              | 3 người cuối | Loại         |              |              |              |              |         |           |         |   |  |  |  |  |  |  |  |
| Dương Thị Vân Ly         |              | 3 người cuối | Loại         |              |              |              |              |         |           |         |   |  |  |  |  |  |  |  |
| Vũ Đỗ Quang Minh         | 3 người cuối | Loại         |              |              |              |              |              |         |           |         |   |  |  |  |  |  |  |  |
| Nguyễn Song Linh         | 3 người cuối | Loại         |              |              |              |              |              |         |           |         |   |  |  |  |  |  |  |  |
| Phạm Minh Tuấn           | Loại         |              |              |              |              |              |              |         |           |         |   |  |  |  |  |  |  |  |
| Bùi Thị Ái Linh          | Loại         | -            | -            | -            | -            | -            | -            | -       | -         | -       | - |  |  |  |  |  |  |  |

- Trong đêm thi top 14, Chí Anh vắng mặt vì lý do cá nhân.
- Đêm công bố top 10 không có trình diễn solo 30s, 12 thí sinh cùng nghe công bố kết quả, 6 thí sinh rơi vào top nguy hiểm, BGK sẽ chọn 2 nam 2 nữ đi tiếp. Đêm thi này, tin nhắn bình chọn theo cá nhân.

## Thể loại nhảy qua các đêm thi
| Thí sinh   | 1         | 2         | 3         | 4         | 5            | 6            | 7         | 8                  | 9                                        |
| ---------- | --------- | --------- | --------- | --------- | ------------ | ------------ | --------- | ------------------ | ---------------------------------------- |
| Hải Anh    | Hiphop    | DGĐĐ      | Jazz      | Đương đại | Tango        | Lyrical Jazz | Quickstep | Đương đại & Jazz   | Foxtrot Smooth - DGĐĐ - Jazz - Hiphop    |
| Hà Lộc     | Đương đại | Pasodoble | Hiphop    | DGĐĐ      | Lyrical Jazz | Pasodoble    | Đương đại | Đương đại & Hiphop | Foxtrot Smooth - Jazz - Jazz - Đương đại |
| Hữu Phước  | Hiphop    | DGĐĐ      | Jazz      | Salsa     | Đương đại    | Jazz         | Hiphop    | Đương đại & DGĐĐ   | DGĐĐ - Jazz - Samba - Đương đại          |
| Trâm Anh   | Jazz      | Jive      | DGĐĐ      | Jazz      | Hiphop       | Hiphop       | Jazz      | Đương đại & Hiphop | Jazz - Jazz - Samba - DGĐĐ               |
| Gia Bảo    | Jazz      | Đương đại | Hiphop    | Bachata   | DGĐĐ         | Jazz         | Đương đại | Đương đại & Jazz   |                                          |
| Lan Nhi    | Jazz      | Đương đại | Hiphop    | Bachata   | DGĐĐ         | Slow Waltz   | Hiphop    | Đương đại & Rumba  |                                          |
| Phi Hải    | DGĐĐ      | Hiphop    | Rumba     | Jazz      | Merengue     | Đương đại    | Jazz      |                    |                                          |
| Thu Hương  | Đương đại | Pasodoble | Hiphop    | DGĐĐ      | Lyrical Jazz | DGĐĐ         | Jazz      |                    |                                          |
| Đức Việt   | Jazz      | Jive      | DGĐĐ      | Jazz      | Hiphop       | Đương đại    |           |                    |                                          |
| Gia Linh   | DGĐĐ      | Hiphop    | Rumba     | Jazz      | Merengue     | Hiphop       |           |                    |                                          |
| Trung Tín  | Hiphop    | DGĐĐ      | Jazz      | Đương đại | Tango        |              |           |                    |                                          |
| Hương Ly   | Hiphop    | DGĐĐ      | Jazz      | Salsa     | Đương đại    |              |           |                    |                                          |
| Anh Mỹ     | Jazz      | Bachata   | DGĐĐ      | Hiphop    |              |              |           |                    |                                          |
| Phương Anh | Jazz      | Bachata   | DGĐĐ      | Hiphop    |              |              |           |                    |                                          |
| Minh Tân   | DGĐĐ      | Hiphop    | Chachacha |           |              |              |           |                    |                                          |
| Vân Ly     | DGĐĐ      | Hiphop    | Chachacha |           |              |              |           |                    |                                          |
| Quang Minh | Tango     | Đương đại |           |           |              |              |           |                    |                                          |
| Song Linh  | Tango     | Đương đại |           |           |              |              |           |                    |                                          |
| Minh Tuấn  | Đương đại |           |           |           |              |              |           |                    |                                          |
| Ái Linh    | Đương đại |           |           |           |              |              |           |                    |                                          |

## Các đêm thi

### Gặp gỡ top 20 - 3/10/2015
- Song Linh, Gia Linh, Minh Tuấn & Hải Anh múa Ballet đương đại, biên đạo Quỳnh Lan.
- Gia Bảo, Phi Hải, Anh Mỹ, Hữu Phước & Trung Tín nhảy Hiphop, biên đạo Đình Hải (top 13 mùa 2).
- Phương Anh, Ái Linh, Vân Ly, Lan Nhi & Đức Việt nhảy Jazz, biên đạo Tân Nguyễn (top 18 mùa 3).
- Trâm Anh, Hà Lộc, Hương Ly, Minh Tân múa đương đại, biên đạo John Huy Trần.
- Vũ công Makenzie Dustman và Nico Greetham (top 10 SYTYCD US ss10) múa đương đại bài The edge of glory.
- Thu Hương & Quang Minh nhảy Jive, do chính Thu Hương biên đạo.
- Top 10 nữ múa cổ điển trên nền nhạc Chiến binh thành cổ, biên đạo Tuyết Minh.
- Top 10 nam nhảy Hiphop với Turn down for what, biên đạo Hà Lê.

### Đêm top 20 - 10/10/2015
Giám khảo khách mời: Nguyễn Quang Dũng
| MSBC | Cặp đôi                | Nhạc phẩm                 | Thể loại           | Biên đạo      | Kết quả   |
| ---- | ---------------------- | ------------------------- | ------------------ | ------------- | --------- |
| 1    | Phương Anh & Anh Mỹ    | Em về tinh khôi           | Jazz               | Hani Abaza    | An toàn   |
| 2    | Thu Hương & Hà Lộc     | The Nature of Daylight    | Múa đương đại      | John Huy Trần | An toàn   |
| 3    | Song Linh & Quang Minh | Em Orsai                  | Tango              | Giang Châu    | Nguy hiểm |
| 4    | Gia Linh & Phi Hải     | Tiếng Việt                | Dân gian đương đại | Kiều Lê       | An toàn   |
| 5    | Hương Ly & Hữu Phước   | Modern Times              | Hip-hop            | Ryan Tan      | An toàn   |
| 6    | Ái Linh & Minh Tuấn    | Tiểu phẩm thằng gù Đức Bà | Múa đương đại      | Đạt Minh      | Nguy hiểm |
| 7    | Vân Ly & Minh Tân      | Nhạc dân tộc Dao          | Dân gian đương đại | Kiều Lê       | An toàn   |
| 8    | Lan Nhi & Gia Bảo      | Juicy Wiggle              | Jazz               | John Huy Trần | An toàn   |
| 9    | Trâm Anh & Đức Việt    | Together                  | Jazz               | Ryan Tan      | An toàn   |
| 10   | Hải Anh & Trung Tín    | Đông cuối                 | Hip-hop            | Viết Thành    | Nguy hiểm |

#### Solo 30s
| STT | Thí sinh   | Nhạc phẩm           | Kết quả |
| --- | ---------- | ------------------- | ------- |
| 1   | Ái Linh    | Twerk it like Miley | Bị loại |
| 2   | Minh Tuấn  | Sắc Việt            | Bị loại |
| 3   | Song Linh  | 3055                | An toàn |
| 4   | Quang Minh | Sexy back           | An toàn |
| 5   | Hải Anh    | Haif life           | An toàn |
| 6   | Trung Tín  | My love             | An toàn |

- Top 20 múa đương đại, biên đạo Hani Abaza.
- Duy Hải, Phạm Lịch, Xuân Thảo & Đình Lộc múa đương đại, biên đạo John Huy Trần
- Uptown Funk - Hà Lê

### Đêm top 18 - 17/10/2015
Giám khảo khách mời: Nguyễn Hải Phong
| MSBC | Cặp đôi                | Nhạc phẩm             | Thể loại               | Biên đạo                | Kết quả   |
| ---- | ---------------------- | --------------------- | ---------------------- | ----------------------- | --------- |
| 1    | Hải Anh & Trung Tín    | Hội Bản               | Múa dân gian đương đại | Kiều Lê                 | An toàn   |
| 2    | Trâm Anh & Đức Việt    | Dance With Me Tonight | Jive                   | Godrana & Trent         | An toàn   |
| 3    | Lan Nhi & Gia Bảo      | Caruso                | Múa đương đại          | Thúy Hằng               | An toàn   |
| 4    | Hương Ly & Hữu Phước   | Dân tộc H'Hông        | Múa dân gian đương đại | Hữu Từ & Văn Hiền       | An toàn   |
| 5    | Vân Ly & Minh Tân      | Họa                   | Hip-hop                | Hà Lê & Huy Hảo         | Nguy hiểm |
| 6    | Phương Anh & Anh Mỹ    | Se Te Nota            | Bachata                | Quang Thịnh & Khánh Thu | An toàn   |
| 7    | Song Linh & Quang Minh | Yêu Dấu Đã Về         | Múa đương đại          | John Huy Trần           | Nguy hiểm |
| 8    | Gia Linh & Phi Hải     | I See Fire            | Hip-hop                | Hà Lê & Huy Hảo         | Nguy hiểm |
| 9    | Thu Hương & Hà Lộc     | Hanuman               | Pasodoble              | Godrana & Trent         | An toàn   |

#### Solo 30s
| STT | Thí sinh   | Nhạc phẩm             | Kết quả |
| --- | ---------- | --------------------- | ------- |
| 1   | Vân Ly     | Mtbd                  | An toàn |
| 2   | Minh Tân   | Broken - Hearted girl | An toàn |
| 3   | Song Linh  | Dynasty               | Bị loại |
| 4   | Quang Minh | Drop it low           | Bị loại |
| 5   | Gia Linh   | Run the world (Girls) | An toàn |
| 6   | Phi Hải    | Come and get it       | An toàn |

- Top 18 múa đương đại, biên đạo John Huy Trần.
- Vẽ - Trúc Nhân.
- Godrana Grandosek & Trent Whiddon trình diễn Rumba.

### Đêm top 16 - 24/10/2015
Giám khảo khách mời: John Huy Trần
BTC đã bất ngờ mang đến một đề bài thú vị cho các thí sinh trong đêm tranh tài Top 16: toàn bộ bài thi sẽ do các thí sinh 3 mùa giải trước biên đạo, đồng thời âm nhạc sử dụng cho các tiết mục bắt buộc phải là nhạc Việt.
| MSBC | Cặp đôi              | Nhạc phẩm        | Thể loại               | Biên đạo             | Kết quả   |
| ---- | -------------------- | ---------------- | ---------------------- | -------------------- | --------- |
| 1    | Hương Ly & Hữu Phước | Trời ơi          | Jazz                   | Tân Nguyễn           | An toàn   |
| 2    | Hải Anh & Trung Tín  | Một nhà          | Jazz                   | Xuân Thảo & Đình Lộc | An toàn   |
| 3    | Phương Anh & Anh Mỹ  | Nhạc dân gian    | Múa dân gian đương đại | Xuân Chiến           | An toàn   |
| 4    | Gia Linh & Phi Hải   | Gọi mưa          | Rumba                  | Thảo Uyên            | An toàn   |
| 5    | Thu Hương & Hà Lộc   | Chờ người nơi ấy | Hip-hop                | Đình Hải             | Nguy hiểm |
| 6    | Trâm Anh & Đức Việt  | Bức tranh quê    | Múa dân gian đương đại | Thái Sơn             | Nguy hiểm |
| 7    | Vân Ly & Minh Tân    | Lời yêu thương   | Chachacha              | Tuấn Đạt             | Nguy hiểm |
| 8    | Lan Nhi & Gia Bảo    | Say you do       | Hip-hop                | Toàn Trung           | An toàn   |

#### Solo 30s
| STT | Thí sinh  | Nhạc phẩm    | Kết quả |
| --- | --------- | ------------ | ------- |
| 1   | Vân Ly    | Shoot star   | Bị loại |
| 2   | Minh Tân  | Last moment  | Bị loại |
| 3   | Thu Hương | Conga        | An toàn |
| 4   | Hà Lộc    | Feeling Good | An toàn |
| 5   | Trâm Anh  | Giăng tơ     | An toàn |
| 6   | Đức Việt  | Disturbia    | An toàn |

- Top 16: Hiphop, biên đạo Tấn Huy (top 10 s3)
- Is It Love - Thái Trinh
- Destiny - Kimmese

### Đêm Top 14 - 31/10/2015
Giám khảo khách mời: Viết Thành & Quỳnh Lan
- Top 7 nữ nhảy Hip Hop Freestyle, biên đạo Viết Thành.
- Top 7 Nam nhảy French Can Can, biên đạo John Huy Trần.

| MSBC | Cặp đôi              | Nhạc phẩm        | Thể loại               | Biên đạo          | Kết quả   |
| ---- | -------------------- | ---------------- | ---------------------- | ----------------- | --------- |
| 1    | Lan Nhi & Gia Bảo    | Latch            | Bachata                | Melissa & Ricardo | Nguy hiểm |
| 2    | Gia Linh & Phi Hải   | Sing sing sing   | Jazz                   | Hani Abaza        | Nguy hiểm |
| 3    | Thu Hương & Hà Lộc   | Bèo dạt mây trôi | Múa dân gian đương đại | Thúy Hằng         | An toàn   |
| 4    | Trâm Anh & Đức Việt  | Nếu như anh đến  | Jazz                   | John Huy Trần     | An toàn   |
| 5    | Hải Anh & Trung Tín  | Ljosio           | Múa đương đại          | Hani Abaza        | An toàn   |
| 6    | Phương Anh & Anh Mỹ  | Dead louse       | Hip-hop                | Viết Thành        | Nguy hiểm |
| 7    | Hương Ly & Hữu Phước | Papi             | Salsa                  | Melissa & Ricardo | An toàn   |

#### Solo 30s
| STT | Thí sinh   | Nhạc phẩm                              | Kết quả |
| --- | ---------- | -------------------------------------- | ------- |
| 1   | Lan Nhi    | Express                                | An toàn |
| 2   | Gia Bảo    | The Next Episode (Twerk Remix)         | An toàn |
| 3   | Gia Linh   | My Love (Twillight Saga: Eclipse)      | An toàn |
| 4   | Phi Hải    | Everybody Wanna Be A Beast (et Speaks) | An toàn |
| 5   | Phương Anh | Maksum Story                           | Bị loại |
| 6   | Anh Mỹ     | Brother                                | Bị loại |

- Top 14 múa dân gian đương đại, biên đạo Thúy Hằng.
- Uyên Linh & Quốc Thiên cùng vũ công Quang Đăng & Hoàng Yến - Em xa nhau bình yên.
- Melissa & Ricardo (SYTYCD Canada) nhảy Salsa.

### Đêm top 12 - 7/11/2015
Giám khảo khách mời: Tóc Tiên
Trong đêm top 12, mỗi thí sinh thể hiện 3 bài thi gồm: 1 bài nhảy theo nhóm, 1 bài nhảy theo cặp, 1 bài solo 30s. Mỗi tin nhắn bình chọn chỉ dành cho 1 thí sinh. Đêm công bố kết quả không có solo 30s, BGK chọn 2 nam 2 nữ top nguy hiểm đi tiếp và loại.
- Thu Hương, Hà Lộc, Trâm Anh, Đức Việt, Trung Tín, Hải Anh nhảy Jazz, biên đạo Hani Abaza.
- Gia Linh, Phi Hải, Hương Ly, Hữu Phước, Lan Nhi, Gia Bảo nhảy Hip-hop, biên đạo Ryan Tan.

#### Bài nhảy đôi
| STT | Cặp đôi/MSBC                  | Nhạc phẩm                     | Thể loại               | Biên đạo          | Kết quả                              |
| --- | ----------------------------- | ----------------------------- | ---------------------- | ----------------- | ------------------------------------ |
| 1   | Thu Hương (1) & Hà Lộc (2)    | Dynasty                       | Lyrical Jazz           | Ryan Tan          | Nguy hiểm                            |
| 2   | Hải Anh (3) & Trung Tín (4)   | Grand Guignol                 | Tango                  | Melissa & Ricardo | Hải Anh an toàn, Trung Tín bị loại   |
| 3   | Lan Nhi (5) & Gia Bảo (6)     | Thằng cuội                    | Múa dân gian đương đại | Kiều Lê           | An toàn                              |
| 4   | Gia Linh (7) & Phi Hải (8)    | Si Eso Fuera Mio / Tu Sonrisa | Merengue               | Melissa & Ricardo | Gia Linh nguy hiểm, Phi Hải an toàn  |
| 5   | Hương Ly (9) & Hữu Phước (10) | Old skin                      | Múa đương đại          | Hani Abaza        | Hương Ly bị loại, Hữu Phước an toàn  |
| 6   | Trâm Anh (11) & Đức Việt (12) | Smooth Criminal               | Hip Hop                | Hà Lê             | Trâm Anh an toàn, Đức Việt nguy hiểm |

#### Solo 30s
| STT | Thí sinh/MSBC  | Nhạc phẩm                        | Kết quả   |
| --- | -------------- | -------------------------------- | --------- |
| 1   | Hương Ly (9)   | Shut Up And Dance                | Bị loại   |
| 2   | Hữu Phước (10) | Manslaughter (Vip Mix)           | An toàn   |
| 3   | Trâm Anh (11)  | Giọt Sương Bay Lên / Dệt Tầm Gai | An toàn   |
| 4   | Đức Việt (12)  | Cold Hearted                     | Nguy hiểm |
| 5   | Thu Hương (1)  | Bahama Mama                      | Nguy hiểm |
| 6   | Hà Lộc (2)     | Như Những Phút Ban Đầu           | Nguy hiểm |
| 7   | Hải Anh (3)    | Por Una Cabeza                   | An toàn   |
| 8   | Trung Tín (4)  | Team Lilman Anthem, Part 2       | Bị loại   |
| 9   | Lan Nhi (5)    | Em Không Cần Anh                 | An toàn   |
| 10  | Gia Bảo (6)    | Lazarus                          | An toàn   |
| 11  | Gia Linh (7)   | Sail (Remix)                     | Nguy hiểm |
| 12  | Phi Hải (8)    | The Lazy Song (Remix)            | An toàn   |

- Top 12 múa dân gian đương đại, biên đạo Kiều Lê.
- Vũ đoàn UDG múa đương đại, biên đạo Hani Abaza.
- Thế giới không có anh - Tóc Tiên.
- Chưa bao giờ - Trung Quân Idol.
- Tony Trần nhảy popping.

### Đêm All-stars & gặp gỡ top 10 - 14/11/2015
- Top 10 & vũ công All-stars nhảy Hiphop, biên đạo Tấn Huy.
- Tố Như & Tuấn Đạt nhảy Samba.
- Phạm Lịch & Tấn Huy múa đương đại (Yêu mình anh).
- Xuân Thảo & Đình Lộc nhảy Jazz.
- Ngọc Anh & Hoàng Minh nhảy Jazz.
- Thảo Uyên & Đức Tiến nhảy Jive.
- Ngọc Thịnh, Toàn Trung, Đình Hải & Sơn Lâm nhảy Hiphop.
- Top 10 mùa 4 nhảy Hiphop, biên đạo Tony Trần & Alexander Tú.
- Tố Như & Thái Sơn múa dân gian đương đại.
- Hồng Nhung & Quang Đăng múa đương đại (Lại gần hôn anh).
- Tony Trần & Alexander Tú nhảy Hiphop.

### Đêm top 10 - 21/11/2015
Giám khảo khách mời: John Huy Trần
Đây là mùa giải đầu tiên áp dụng cho Top 10 thí sinh cùng với vũ công All-stars để thực hiện và hỗ trợ bài nhảy cho đến hết top 4 của cuộc thi. Tin nhắn bình chọn chỉ tính theo cá nhân của Top 10 mùa 4.

#### Bài nhảy đôi
| MSBC | Thí sinh  | Bạn nhảy   | Nhạc phẩm          | Thể loại               | Kết quả   |
| ---- | --------- | ---------- | ------------------ | ---------------------- | --------- |
| 1    | Hữu Phước | Phạm Lịch  | Em không cần anh   | Jazz                   | An toàn   |
| 2    | Lan Nhi   | Tuấn Đạt   | Gửi                | Slow Waltz             | An toàn   |
| 3    | Hải Anh   | Đình Lộc   | Đừng xa em đêm nay | Lyrical Jazz           | An toàn   |
| 4    | Hà Lộc    | Thảo Uyên  | Ameksa             | Pasodoble              | Nguy hiểm |
| 5    | Đức Việt  | Hồng Nhung | Bài không tên số 4 | Múa đương đại          | Nguy hiểm |
| 6    | Trâm Anh  | Quang Đăng | G-slide            | Hiphop                 | Nguy hiểm |
| 7    | Phi Hải   | Xuân Thảo  | Hoa vàng cỏ xanh   | Múa đương đại          | An toàn   |
| 8    | Gia Linh  | Toàn Trung | The red sun        | Hiphop                 | Nguy hiểm |
| 9    | Thu Hương | Xuân Chiến | Dân gian đương đại | Múa dân gian đương đại | An toàn   |
| 10   | Gia Bảo   | Ngọc Anh   | Waiting for love   | Jazz                   | An toàn   |

#### Solo 30s
| STT | Thí sinh/MSBC | Nhạc phẩm           | Kết quả   |
| --- | ------------- | ------------------- | --------- |
| 1   | Đức Việt (5)  |                     | Nguy hiểm |
| 2   | Trâm Anh (6)  |                     | Nguy hiểm |
| 3   | Phi Hải (7)   |                     | An toàn   |
| 4   | Gia Linh (8)  | Vết mưa             | Nguy hiểm |
| 5   | Thu Hương (9) | Chỉ là giấc mơ      | An toàn   |
| 6   | Gia Bảo (10)  | Farewell            | An toàn   |
| 7   | Hải Anh (3)   | Imagine             | An toàn   |
| 8   | Hà Lộc (4)    | Say something       | Nguy hiểm |
| 9   | Hữu Phước (1) | For you I will      | An toàn   |
| 10  | Lan Nhi (2)   | I'm a slave for you | An toàn   |

#### Solo 30s (top nguy hiểm)
| STT | Thí sinh | Nhạc phẩm | Kết quả |
| --- | -------- | --------- | ------- |
| 1   | Đức Việt |           | Bị loại |
| 2   | Trâm Anh |           | An toàn |
| 3   | Gia Linh |           | Bị loại |
| 4   | Hà Lộc   |           | An toàn |

### Đêm top 8 - 28/11/2015
Giám khảo khách mời: Noo Phước Thịnh
- Top 4 nữ nhảy Jazz, biên đạo John Huy Trần.
- Top 4 nam nhảy Jazz, biên đạo Hani Abaza.

| MSBC | Thí sinh  | Bạn nhảy   | Nhạc phẩm                  | Thể loại      | Biên đạo       | Kết quả   |
| ---- | --------- | ---------- | -------------------------- | ------------- | -------------- | --------- |
| 1    | Phi Hải   | Ngọc Anh   | Breakable                  | Jazz          | Hani Abaza     | Nguy hiểm |
| 2    | Hà Lộc    | Tố Như     | Can't help falling in love | Múa đương đại | Chehon Tschopp | An toàn   |
| 3    | Lan Nhi   | Sơn Lâm    | Sorry                      | Hiphop        | Tatiana Parker | An toàn   |
| 4    | Gia Bảo   | Hồng Nhung | Con cò                     | Múa đương đại | John Huy Trần  | Nguy hiểm |
| 5    | Thu Hương | Kim Anh    | Crooker                    | Jazz          | Chehon Tschopp | Nguy hiểm |
| 6    | Hữu Phước | Đình Hải   |                            | Hiphop        | Toàn Trung     | An toàn   |
| 7    | Trâm Anh  | Hoàng Minh | Vì tôi còn sống            | Jazz          | Tân Nguyễn     | Nguy hiểm |
| 8    | Hải Anh   | Tuấn Đạt   | Puttin' on the ritz        | Quickstep     | Nhã Uyên       | An toàn   |

#### Solo 30s
| STT | Thí sinh  | Nhạc phẩm   | Kết quả |
| --- | --------- | ----------- | ------- |
| 1   | Thu Hương | Wild dance  | Bị loại |
| 2   | Trâm Anh  | Main titles | An toàn |
| 3   | Phi Hải   | 23 flavors  | Bị loại |
| 4   | Gia Bảo   | Hello bi*** | An toàn |

- Top 8 nhảy Hiphop, biên đạo Tatiana Parker.
- Mash up top hit Viet Nam - PB Nation.
- Tatiana Parker & Alex Phạm nhảy Hiphop.
- Sợ yêu - Thảo Trang.

### Đêm top 6 - 5/12/2015
Giám khảo khách mời: Đông Nhi

#### Bài nhảy đôi
| STT | Cặp đôi/MSBC                 | Nhạc phẩm           | Thể loại      | Biên đạo       | Kết quả                          |
| --- | ---------------------------- | ------------------- | ------------- | -------------- | -------------------------------- |
| 1   | Hải Anh (1) & Gia Bảo (2)    | I won't give up     | Múa đương đại | Chehon Tschopp | Hải Anh an toàn, Gia Bảo bị loại |
| 2   | Trâm Anh (3) & Hữu Phước (4) | Ánh sáng của mẹ     | Múa đương đại | John Huy Trần  | An toàn                          |
| 3   | Lan Nhi (5) & Hà Lộc (6)     | Love me like you do | Múa đương đại | Hani Abaza     | Lan Nhi bị loại, Hà Lộc an toàn  |

#### Solo 30s
| STT | Thí sinh/MSBC | Nhạc phẩm        | Kết quả |
| --- | ------------- | ---------------- | ------- |
| 1   | Lan Nhi (5)   | Hello Kitty      | Bị loại |
| 2   | Hà Lộc (6)    | Heart attack     | An toàn |
| 3   | Hải Anh (1)   | The impossible   | An toàn |
| 4   | Gia Bảo (2)   | Tennis court     | Bị loại |
| 5   | Trâm Anh (3)  | Nhạc dân gian VN | An toàn |
| 6   | Hữu Phước (4) | Dust motes       | An toàn |

#### Nhảy chung All-stars
| MSBC | Thí sinh  | Bạn nhảy   | Nhạc phẩm               | Thể loại               | Biên đạo       | Kết quả |
| ---- | --------- | ---------- | ----------------------- | ---------------------- | -------------- | ------- |
| 2    | Gia Bảo   | Phạm Lịch  | Ba kể con nghe          | Jazz                   | John Huy Trần  | Bị loại |
| 6    | Hà Lộc    | Quang Đăng | Run up the dance        | Hiphop                 | Tatiana Parker | An toàn |
| 5    | Lan Nhi   | Đức Tiến   | Để nhớ 1 thời ta đã yêu | Rumba                  | Thảo Uyên      | Bị loại |
| 1    | Hải Anh   | Xuân Thảo  | I put a spell on you    | Jazz                   | Hani Abaza     | An toàn |
| 4    | Hữu Phước | Tố Như     | Nhạc dân tộc Tây Nguyên | Múa dân gian đương đại | Xuân Chiến     | An toàn |
| 3    | Trâm Anh  | Sơn Lâm    | Burn it up              | Hiphop                 | Tatiana Parker | An toàn |

- Top 6 múa đương đại, biên đạo Chehon Tschopp.
- Em đẹp em có quyền - Hoàng Tôn ft Bảo Kun.
- Ngọc Anh, Đình Lộc, Xuân Thảo, Mạnh Quyền, Hồng Nhung, Anh Mỹ múa đương đại, biên đạo Chehon Tschopp.
- Hồng Nhung, Tân Nguyễn, Hoàng Minh, Hani Abaza múa đương đại.
- Boom boom - Đông Nhi ft Mei.

### Đêm top 4 - 12/12/2015 & Gala trao giải - 19/12/2015
Giám khảo khách mời: Thanh Bùi
Top 4 múa đương đại, biên đạo John Huy Trần.

#### Bài nhảy đôi
| STT | Cặp đôi/MSBC                 | Nhạc phẩm      | Thể loại               | Biên đạo        |
| --- | ---------------------------- | -------------- | ---------------------- | --------------- |
| 1   | Hà Lộc (1) & Trâm Anh (2)    | Dấu mưa        | Jazz                   | Tân Nguyễn      |
| 2   | Hữu Phước (3) & Hải Anh (4)  | Đàn đáy        | Múa dân gian đương đại | Kiều Lê         |
| 3   | Hà Lộc (1) & Hải Anh (4)     | All lask       | Foxtrot Smooth         | Godrana & Trent |
| 4   | Hữu Phước (3) & Trâm Anh (2) | Samba do mondo | Samba                  | Godrana & Trent |
| 5   | Trâm Anh (2) & Hải Anh (4)   | Tell 'em       | Jazz                   | Hani Abaza      |
| 6   | Hà Lộc (1) & Hữu Phước (3)   | Bad boy        | Jazz                   | John Huy Trần   |

#### Nhảy chung All-stars
| MSBC | Thí sinh  | Bạn nhảy  | Nhạc phẩm     | Thể loại               | Biên đạo      |
| ---- | --------- | --------- | ------------- | ---------------------- | ------------- |
| 1    | Hà Lộc    | Ngọc Anh  | Yếu đuối      | Múa đương đại          | John Huy Trần |
| 2    | Trâm Anh  | Đình Lộc  | Cung đình Huế | Múa dân gian đương đại | Kiều Lê       |
| 3    | Hữu Phước | Xuân Thảo | Runner        | Múa đương đại          | Hani Abaza    |
| 4    | Hải Anh   | Sơn Lâm   | Soundclash    | Hiphop                 | Minh Thiện    |

#### Solo 30s
| STT | Thí sinh  | Nhạc phẩm                                   |
| --- | --------- | ------------------------------------------- |
| 1   | Hà Lộc    | Because you live/Jikuu                      |
| 2   | Trâm Anh  | Arrival of your birds/Dark music            |
| 3   | Hữu Phước | Coco/Run tha trap                           |
| 4   | Hải Anh   | The pink panther theme/The moment I said it |

#### Kết quả chung cuộc
| MSBC | Thí sinh  | Kết quả            |
| ---- | --------- | ------------------ |
| 4    | Hải Anh   | Quán quân (63.83%) |
| 1    | Hà Lộc    | Á Quân (16.62%)    |
| 3    | Hữu Phước | Hạng 3 (12.76%)    |
| 2    | Trâm Anh  | Hạng 4 (6.79%)     |